# Cal Sant (Balsareny)
Cal Sant és un edifici del municipi de Balsareny (Bages) inclòs en l'Inventari del Patrimoni Arquitectònic de Catalunya.

## Descripció
Construcció entre mitgeres, de dues plantes, amb coberta a dues aigües i amb el carener paral·lel a la façana. La façana presenta una simetria total: una estreta porta d'accés i una gran porta per banda --destinada a fins comercials--, als baixos. El primer pis, destinat per habitatge, és dominat per un gran balcó corredís amb tres sortides. Diverses ornamentacions decoren l'edifici, sobretot a la part superior on hi ha un rellotge de sol i signes del zodíac entre altres ornaments. L'edifici és un exemplar freqüent de casa de propietaris rurals, traslladats al poble.

## Història
Aquesta construcció era el domicili d'una de les propietats més importants de Balsareny, sobretot pel que fa al nucli antic. Cal sant i cal Sabala (Casa Torrents) eren els amos de pràcticament tot el nucli urbà.